# جيمس أ. سكينر
جيمس أ. سكينر (بالإنجليزية: Jim Skinner)‏ هو شخصية أعمال أمريكي، ولد في 1944 في مولين في الولايات المتحدة.

## وصلات خارجية
- جيمس أ. سكينر على موقع مونزينجر (الألمانية)
- جيمس أ. سكينر على موقع إن إن دي بي (الإنجليزية)